# 31º Reggimento fanteria "Siena"
Il 31º Reggimento fanteria "Siena" è stato un reggimento del Regio Esercito che ha preso parte alla Terza guerra d'indipendenza italiana e poi alla prima e alla seconda guerra mondiale.

## Storia

### Nella terza guerra d'indipendenza italiana
Discende dal 3º Reggimento di linea del Governo Provvisorio della Toscana formato il 5 maggio 1859 in Lucca con la riunione del VI e VIII battaglione di linea granducali ed il successivo 2 luglio viene riunito con il 4º Reggimento di linea per dare vita alla Brigata "Siena". Il 30 dicembre 1859 diviene 31º Reggimento Fanteria (Brigata Siena) ed il 25 marzo 1860 è incorporato nell'Esercito sardo. Nel 1871, con lo scioglimento delle brigate permanenti, assume la denominazione di 31º Reggimento Fanteria "Siena", che mantiene fino al 2 gennaio 1881 allorché, riunito al 32°, entra nella ricostituita brigata e riprende il nome di 31º Reggimento Fanteria (Brigata "Siena").
Il 31º reggimento fanteria, quindi, insieme a tutta la "Brigata Siena" prende parte alla battaglia di Custoza del 24 giugno 1866

### Nella prima guerra mondiale
Il 31°e il 32º reggimento fanteria rimangono inquadrati nella  "Brigata Siena" negli anni dal 1915 al 1918. Il 31° è ordinato su 3 battaglioni, ognuno con quattro battaglioni fucilieri ed una sezione mitragliatrici. La Brigata partecipò alle operazioni al fronte della prima guerra mondiale:
- 1915: schierata sull'Altopiano Carsico, fra San Pietro d'Isonzo e Ronchi, la «Siena» fra giugno e ottobre tenta più volte di espugnare importanti posizioni nella zona di Castelnuovo.
- 1916: spostata fra il Brenta e l'Adige, allo sbocco della Val Maggio, la brigata il 12 aprile partecipa all'attacco di Monte Carbonile e Frattasecca che, conquistati in un primo tempo, devono essere poi abbandonati a causa della violenta reazione avversaria. Nel corso dell'offensiva nemica nel Trentino, deve abbandonare le posizioni di Sant'Osvaldo e si schiera sulla linea di Monte Civaron a sbarramento della Val Brenta. In luglio concorre alla conquista di Cima della Caldiera e di Monte Civaron, quindi attacca le posizioni dell'Ortigara e riconquista importanti quote.
- 1917: la «Siena» in maggio, presso Doberdò, partecipa alla decima battaglia dell'Isonzo. Il 27 ottobre ripiega prima sul Torre, ove tiene testa per due giorni ai reparti avanzati nemici e poi sul Tagliamento, a Comino. Il 4 novembre, ancora contrasta il nemico a Madonna cli Zucco, quindi, attraversa il Piave al Ponte della Priula e si schiera sulla destra del fiume.
- 1918: nel corso della battaglia del Piave, in giugno la brigata partecipa nella zona di Treviso ai combattimenti difensivi. Durante l'offensiva finale di Vittorio Veneto combatte a Col Moschin e Monte Asolone, insegue poi il nemico e conquista il 1º novembre Col Donato ed il 3 Borgo.

### Campagna d'Africa 1935-36
Partecipa alla Campagna d'Etiopia del 1935-36 fornendo 24 ufficiali e 683 soldati ai reparti mobilitati.

### Periodo tra le due guerre
Con l'applicazione della legge 11 marzo 1926 sull'ordinamento del Regio Esercito, il comando brigata e il 32º Reggimento Fanteria vengono sciolti mentre il 31º Reggimento Fanteria è assegnato alla XXV Brigata di Fanteria.
Nel 1939 si forma la 51ª Divisione fanteria "Siena"  che inquadra oltre ai Reggimenti 31º e 32º Fanteria, anche il 51º Reggimento Artiglieria per d.f.
Il reggimento ha in organico: 
- comando e compagnia comando
- tre battaglioni fucilieri
- compagnia da mortai da 81
- batteria armi di accompagnamento da 65/17

### Nella seconda guerra mondiale
Nel corso della seconda guerra mondiale prese parte alle seguenti operazioni:
- 1940 - Il 10 giugno 1940 il reggimento ha in organico: comando e compagnia comando, tre battaglioni fucilieri, compagnia mortai da 81, batteria armi di accompagnamento da 65/17. Risulta dislocato in Piemonte con compiti di riserva. Dopo la campagna contro la Francia, la divisione di appartenenza (51a "Siena") rientrò fra i reparti necessari allo sviluppo dell'esigenza «G», per cui il 31º Reggimento fu trasferito nel mese di settembre in Albania, alle dipendenze del Corpo d'Armata della Ciamuria di nuova costituzione e schierato nella parte più meridionale dello scacchiere. Fra il 22 e il 23 ottobre, mentre stazionava in Epiro, il 31º Reggimento ricevette l'ordine di approntamento per la partenza verso il confine greco-albanese. Ricevuto l'ordine di superare il confine Greco e di avanzare sugli obiettivi prestabiliti, il 28 ottobre, la prima colonna divisionale (composta dal 31º Fanteria agli ordini del Col. Carloni), rinforzata da reparti di artiglieria (III/51°) e di mortai divisionali (1a Cp.), attaccava le resistenze di Povla ed Au Nicolaos. Avutane ragione, iniziava la marcia in territorio nemico. Attraversa Au Pantes-Acsovo Baboriou-Liassane-Keremitza e si porta a Raveni, ove è fermato dalla interruzione del ponte di Brusino e dal Kalamas in piena. Il 5 novembre il Reggimento, dopo essersi portato a Finichi, per appoggiare l'azione dell'altra colonna divisionale (quella del 32º Reggimento agli ordini del Col. Annibaldi), ritorna a presidiare il vitale nodo di Keremitza, al quale fanno capo le valli che menano a Raveni, Filiates, Povla, Tsamandas. Dopo scontri di pattuglie e tasteggiamenti, il 31° attacca decisamente ed in forza sul fronte Mbrania-Raveni-Malonion-Arascoba. L'attacco è contenuto e respinto. Giunge così l'ordine di ripiegamento e, la sera, il Reggimento inizia il movimento per attestarsi su di una nuova linea.  Sulla nuova linea, che corre tra il Morgana, il Plokista, il Celii ed il Laiti, il 31° rinforzato dal II Gruppo del 24º Artiglieria, si attesta, deciso a frenare l'irruenza nemica che preme sempre più in forza. Il 26 ed il 27 il 1º Battaglione e la Compagnia Mortai Divisionale, dopo accanita lotta, respingono due poderosi attacchi nemici. Le linee sono intatte. Ma ancora una volta ordini superiori impongono di ripiegare. Con una marcia faticosissima, durata circa 40 ore, il 31°, dopo aver sostato brevemente nella zona di Pandelimon Grave, si sposta sulla Bistrizza a difesa degli accessi per Delvino e Porto Edda. Invano il nemico ripete i suoi attacchi. Si delinea però una grave minaccia su Murzines e sul fianco dell'intero schieramento. Il 31° interviene, insieme col 141° Btg CC.NN. e col Battaglione Volontari Albanesi del maggiore Pescosolido, e costituisce un potente fianco difensivo che fa sostare perplesso il nemico. Solo verso sera accenna ad un attacco che presto è stroncato. Il giorno seguente, siamo al 5 dicembre, quando si decide ad attaccare in forza, i reparti della Divisione si sono già sganciati ed il 31° si porta a Calasi, Talsat, per poi sboccare a Pigerasi e, per il bivio di Borsch, giungere alla nuova linea tra Chisces o Scendeli-Ciaf e Drass-Ciaf e Vestes-Ghiestnicose-Mali That. Il nemico attacca, ma non riesce a prevalere. Al Ghiestnicoshe, a Ciaf e Drass è fermo, inchiodato davanti alla linea. Anche il 19 Dicembre, quando si trova in condizioni di favore perché il 31° non ha rincalzi, anche da allora non riesce a forzare il passo. Per 15 ore si combatte, con la più ostinata decisione e la più risoluta volontà di sacrificio. A sera, per conservare la posizione, e difendere i pezzi, entrano in linea artiglieri del II/24°. Il nemico è fermato. Nella notte però giunge l'ordine di ripiegare ed i reparti si ritirano su Calarat, per poi portarsi, dopo un giorno, sulle migliori posizioni del Proi Caurit tra Vranista e Boliena. Sono appena 500 uomini che resistono con poche le munizioni. Ben lo sa il nemico che, inutilmente, tenta il colpo decisivo che lo porterebbe a Valona. Per tre giorni il 31° contrasta, da solo, il passo al nemico. Cominciano poi ad affluire i reparti del 2º Alpini; per due giorni si combatte fianco a fianco e, quando il giorno 26, sotto la pressione di un irruento attacco greco, il Battaglione «Dronero» deve inflettere la linea, sono i fanti del 31° che, tra il Proi Caurit ed il Mali Rastralit fermano l'irruenza dell'avversario. Valona è salva. Gli alpini poi consolideranno e manterranno il successo.
- 1941 - Il 5 gennaio il Reggimento è autotrasportato nella zona di Berat per ricostituirsi e riordinarsi. Erano appena iniziate le operazioni di riorganizzazione quando, il 9 gennaio, il 31° riceveva l'ordine di formare una linea difensiva, prima al Mali Perpanit e poi ad Mani Balaban. Dopo una marcia estenuante, all'alba dell'11 gennaio il Reggimento giunge in vista delle nuove posizioni assegnategli: costone di Pavari, q. 817, q. 807; ma la q. 817 è già in mano greca. Bisogna impedire al nemico, che ha forzato Klisura, di dilagare nella valle. La resistenza è saldata strettamente con quella dei reparti di destra della Divisione «Julia». Il 12 gennaio, dopo una lotta durata due giorni con alterne vicende, la q. 817 è conquistata dal 3º e 1º battaglione e dalla 60ª Cp. Alpina: il nemico posto in fuga ed inseguito. Il 13 il costone di Rodin è minacciato da vicino, ma a nulla valgono gli attacchi che i greci ripetutamente sferrano tra il 15 ed il 18. Anche la caduta del Ciuca Fecit, che lascia scoperto il nostro fianco sinistro e determina l'avvolgimento delle nostre posizioni, non frena l'azione italiana. Rinforzi di Bersaglieri (1º battaglione del 1º Reggimento) e di un Battaglione del 140º Fanteria permettono di formare blocco fino a quando un ordine superiore ingiunge di ripiegare su Spi Camarate. Ivi si sacrificano, fino all'ultimo, due fieri nostri Battaglioni (1° e 2°). Si iniziano le tappe del nuovo cammino che permette di gettare le fondamenta del «muro» al quale sarà inchiodato il nemico: q. 731-q. 717-Monastero-Bregu Rapit.  La zona di Monastero diventa una rocca contro la quale invano si frange la rabbia dell'assalitore. Combattono col Reggimento, i resti del II/32°, elementi del 14º Fanteria, l'86º battaglione CC.NN. Si giunge così, di combattimento in combattimento, al giorno in cui resti del Reggimento vengono trasferiti a Kutay, presso Berat, per potere, questa volta, effettivamente riorganizzarsi.  Dopo intensi giorni di apprestamento, riordinamento e addestramento, i fanti del 31° ritornano sulle posizioni che ben conoscevano. Il 19 marzo la Compagnia Arditi conquista d'impeto la q. 731. Per un mese ancora, contro questa contrastatissima quota cento volte conquistata e cento volte perduta battono tenaci, audaci, animosi i Fanti. Ogni tentativo nemico da lo spunto per un'azione controffensiva: così il 24 marzo, così il 9 aprile, così nei cento scontri di pattuglie. Si giunge al 14 aprile. Gli attacchi si succedono agli attacchi. Il nemico durissimamente provato, indietreggia su nuove linee. L'inseguimento è fulmineo. A Mercurai si affrontano le ulteriori resistenze e si stronca l'ultimo sbarramento di Klisura, agganciato con rapida manovra dai nostri reparti. Nella tarda sera del 16 aprile, quando la Divisione Siena è arrestata da un ordine superiore, e cede il posto alla "Bari", Klisura è tutto un rogo che illumina la vittoria dei Fanti della "Siena". Il nemico ormai è in rotta.
- 1942 - La divisione di appartenenza (51a "Siena") passa alle dipendenze del VII C.d'A. e riceve l'ordine di trasferimento nell'Isola di Creta, dove deve svolgere compiti di presidio e ne occupa la parte orientale fino all'8 settembre 1943.
- 1943 - Un battaglione del 31° viene inviato a Scarpanto, disposto in posizione centrale come massa di manovra per un totale di 450 uomini. Gli altri battaglioni occupavano la fascia costiera da Gurnes (Gournes) a Chersoneso (Chersonissos) e San Giorgio (Agios Georgios), avendo il III Battaglione sulle colline di Poros. Il 18 aprile altri reparti della divisione "Siena" respingono un attacco di unità di assalto nemiche sbarcate di sorpresa nell'isolotto di Cufonisi (oggi "isola di koufonissi").  Il 31º Reggimento Fanteria "Siena" viene sciolto l'8 settembre 1943 nell'isola di Creta, a seguito degli eventi che determinarono l'armistizio.

### Motto
Il motto del Reggimento era: "Osare sempre"

## Campagne di guerra
- 1866 Terza guerra d'indipendenza italiana - Battaglia di Custoza
- 1915-18 Prima guerra mondiale
- 1940-43 Seconda guerra mondiale

## Sedi del comando

Fregio dell'Arma di Fanteria dell'Esercito Italiano (usato per la Fanteria di Linea)

- Napoli (1920-1943)

## Caratteristiche dell'uniforme
Le uniformi sono quelle standard in uso presso l'Esercito Italiano